# Gašper Vidmar
Gašper Vidmar (Ljubljana, 14 september 1987) is een Sloveens basketballer die als center of power-forward speelt. Hij verruilde in 2014 Fenerbahçe Ülker voor Darüşşafaka SK. Hij debuteerde in 2007 in het Sloveens basketbalteam.
Vidmar verruilde in 2007 samen met teamgenoot Emir Preldžič van KD Slovan naar Fenerbahçe Ülker.
- 2002-2005:  Jance STZ
- 2005-2007:  KD Slovan
- 2007-2014:  Fenerbahçe Ülker
  - 2009-2010: →  KK Olimpija
  - 2012-2013: →  Beşiktaş JK
- 2014-...:  Darüşşafaka SK